# Privredni sustav
Privredni (gospodarski) sustav je kombinacija različitih organizacija, institucija, subjekata, ljudi, pravila i odnosa koji određuju ekonomsku strukturu društvene zajednice. Te organizacije, institucije i subjekti su spojeni pravilima po kojima se odvija proizvodnja i razmjene robe, novca i informacija.  Privredni sustav uključuje proizvodnju, raspodjelu na vlasnike, dioničare, dobavljače, kućanstva, banke i druge financijske institucije, te Vlade. To je također i skup načela i pravila kojima se rješavaju gospodarski problemi kao što su ekonomski problem nestašice kroz dodjelu konačnih proizvodnih resursa. Primjeri suvremenih gospodarskih sustava uključuju slobodne poduzetničke sustave koji se najčešće nazivaju kapitalistički sustavi, te socijalistički sustavi i mješovita gospodarstva. Osnovna razlika između ovih sustava je u vlasništvu nad sredstvima za proizvodnju, te u sustavu raspodjele rezultata.   
Privredni sustavi mogu se podijeliti i prema tome kako je izvršena centralizacija u donošenju odluka, a tko donosi odluke. Odluke mogu provoditi industrijske vijeća, vladine agencije ili privatni vlasnici. 

## Neki važniji aspekti privrednih sustava su:
- Koordinacijski mehanizmi: Dva dominantna oblika koordinacije uključuju planiranje i tržište, planiranje može biti centralizirano ili de-centralizirano, a dva mehanizma nisu međusobno isključiva.
- Proizvodnja imovinskih prava: Ovo se odnosi na vlasništvo (pravo na prihod od proizvodnje) i nadzor nad korištenjem sredstava za proizvodnju. Vlasništvo može biti privatno, državno, zadružno (od onih koji ga koriste ali gube prava kad ga prestanu koristiti), ili dioničko društvo.
- Poticajni sustavi:. Mehanizmi za poticanje određenih gospodarskih subjekata da se uključe u proizvodne djelatnosti mogu se temeljiti na materijalnim nagradama (naknada) ili moralnih nagrada (društveni ugled).

Postoji nekoliko osnovnih pitanja na koja treba odgovoriti kako bi gospodarstvo pokrenuti na zadovoljavajući način. Problem nestašice, na primjer, traži odgovore na temeljna pitanja kao što su: što proizvoditi, kako proizvoditi, i za koga prozivoditi. Ekonomski sustav odgovara na ova temeljna pitanja, i različiti gospodarski sustavi različito odgovaraju na njih. Osnovna razlika između kapitalizma i socijalizma je tržišno gospodarstvo i državno ekonomsko planiranje.

## Osnovni tipovi općeg gospodarskog sustava su:
- Tržišno gospodarstvo ( laissez-faire kapitalizam)
- Mješovita gospodarstva (hibrid između tržišnog i planskog gospodarstva)
  - Plansko gospodarstvo (državni socijalizam)
  - Tradicionalna gospodarstva (stariji gospodarski sustavi)
  - Samoupravna ekonomija (sustav u kojem na proizvodnju i distribuciju utječu zaposlenici i javnost)
- Neprofitno gospodarstvo (gdje se razmjena vrši bez izričitog sporazuma za hitnu potrebe)
- Trampa (gdje se roba i usluga izravno mijenjaju za drugu robu ili usluge).

## Tržišni sustav
U kapitalističkom tržišnom sustavu proizvodnja se vrši kako bi se povećala privatna dobit, odluke koje se odnose na ulaganja i korištenje sredstava za proizvodnju određuju poduzetnici na tržištu, proizvodnja se odvija u procesu akumulacije kapitala. Sredstva za proizvodnju su u vlasništvu prvenstveno privatnih poduzeća i odluke u vezi proizvodnje i ulaganja određuju privatni vlasnici na tržištima kapitala. Kapitalistički sustav se može dijeliti u rasponu od laissez faire, s minimalnom državnom regulacijom, do državnih poduzeća s reguliranim socijalnim tržištem koje ima za cilj osigurane socijalne pravde i pravednija raspodjela bogatstva.  
Za razliku od socijalističkog sustava tržišni sustav nema jedinstvenog plana o tom tko će što raditi, ali to ne znači kako ne postoje planovi. Svako pojedino poduzeće, kao i sve institucije imaju svoje strateške planove, te operativne i provedbene planove, ali se ti planovi međusobno ne koordiniraju, već međusobno konkuriraju. Sposobniji svoje planove ostvaruju, dok manje sposobni propadaju.  

## Socijalistički privredni sustav
U socijalističkom gospodarskom sustavu, proizvodnja se vrši za zadovoljenje potražnje za robama i uslugama, odluke o korištenju sredstava za proizvodnju su prilagođene kako bi ispunile potražnju gospodarskih subjekata, a ulaganja(nadzor nad viškom vrijednosti) se provode kroz mehanizam kolektivnog odlučivanja. Sredstva za proizvodnju su ili u javnom vlasništvu, ili u vlasništvu radnika kooperativno.  

### Vrste socijalističkih sustava
Socijalistički gospodarski sustavi mogu se podijeliti po svojoj koordinaciji između planiranja i tržišta, u sklopu socijalističkog i tržišno socijalističkog sustava. Osim toga, socijalizam se može podijeliti na temelju vlasništva nad sredstvima za proizvodnju u one koje se temelje na društvenom vlasništvu radnika, potrošačkih zadruge ili zajedničkog vlasništva (tj. ne-vlasništvu). Komunizam je kao fazu razvoja Socijalističke misli artikulirao Marx kao "drugu fazu socijalizma"u kojem se bruto domaći proizvod distribuira na temelju potreba, a ne samo na temelju radnog doprinosa.
Osobine planskih sustava:
- Plaćanje u naturi
- Državno planiranje
- Državni socijalizam

Osobine socijalističkog tržišnog sustava:
- Tržišni socijalizam
- Socijalistička tržišna ekonomija

Vrste mješovitih gospodarstava
Gospodarski sustavi koji sadrže značajke državnog, privatnog i ponekad zadružnog vlasništva u mješovitim gospodarstvima sadrže značajne količine tržišne aktivnosti i državnog ekonomskog planiranja.

## Funkcioniranje privrednog sustava
Privredni sustav se može promatrati i kao stroj koji se sastoji od različitih mehanizama, a osnovni mehanizmi su:
- Proizvodni mehanizmi
- Mehanizmi razmjene
- Regulacijski mehanizmi
- Razvojni mehanizmi
  - mehanizmi udruživanja ideja i sredstava (kapitala)
  - mehanizmi selekcije

### Proizvodni mehanizmi
Proizvodni mehanizmi su svi oni dijelovi privrednog sustava koji učestvuju u stvaranju novih materijalnih vrijednosti, usluga, energije ili informacija. To su: sva poduzeća i trgovine, infrastruktura i škole, sredstva komunikacije, te slični organi koji učestvuju u stvaranju profita. Nekim od ovih mehanizmima proizvodnja je osnovna funkcija, a neki imaju drugu funkciju kao osnovnu. Neki proizvodni mehanizmi su istovremeno i mehanizmi razmjene, i regulacijski mehanizmi, i razvojni mehanizmi. Pošto imaju više različitih funkcija i njihova vrijednost je veća. 

### Mehanizmi razmjene
Mehanizmi razmjene su svi mehanizmi koji učestvuju u razmjeni materije, energije, usluga i informacija. To su: objekti infrastrukture, trgovine, trgovačke organizacije, te privredni propisi i uzance koji određuju način razmjene i slično.
Većina ovih mehanizama imaju i druge funkcije.	

### Regulacijski sustav
Regulacijski mehanizmi su mehanizmi pomoću kojih država regulira privredne tokove i sprječava gospodarske potrese, slično kao što amortizeri automobila ublažavaju udare pri nailasku na rupe. U ove mehanizme ulaze svi instrumenti za regulaciju monetarnih kretanja, za regulaciju međunarodne razmjene, za regulaciju bržeg razvoja pojedinih sektora, za regulaciju državnih rashoda i prihoda i sl. Ovdje pripadaju: porezni sustav, emisijska politika, eskontna kamatna stopa, stopa obveznih likvidnih rezervi, sustav robnih rezervi, carinski sustav itd. Ako regulacijski mehanizmi ne postoje, ili ako se pogrešno koriste može doći do do Privrednih kriza bilo zbog pogrešnog reguliranja domaćih odnosa, bilo zbog neodgovaranja na strane valutne ratove i financijske agresije. 

### Razvojni mehanizmi
Razvojni mehanizmi su mehanizmi koji omogućuju brzi razvoj novih proizvoda od ideje do gotovog proizvoda, stvaranje potražnje za tim novim proizvodima, te zadovoljenje potražnje za tim novim proizvodom na širokom tržištu. Zemlje koje nemaju izgrađene razvojne mehanizme nužno su osuđene na privredni kolaps pošto nove tehnologije mogu samo kopirati, ali ih ne znaju stvarati. U industrijskoj civilizaciji kad je životni vijek jedne tehnologije iznosio i do 50 godina, ovakve zemlje su imale dovoljno vremena prekopirati tehnologiju razvijenih zemalja, i zahvaljujući jeftinoj radnoj snazi, konkurirati na svjetskom tržištu svojim proizvodima. Danas, životni vijek novih tehnologija i proizvoda postaje sve kraći, a razvoj sve brži, pa je sve teže zaraditi na kopiranju.   
Razvojne mehanizme možemo podijeliti na mehanizme za udruživanje ideja i sredstava, te mehanizam selekcije.  

#### Mehanizmi za udruživanje ideja i sredstava
Mehanizmi za udruživanje ideja i sredstava su razne vrste dioničkih društava, ortačkih društava, te zaklada. Dionička društva nastaju tako da netko tko ima dobru, profitabilnu ideju nađe jednu ili više osoba spremnih uložiti kapital u razvoj te ideje. Dionička društva obično nastaju okupljanjem vlasnika kapitala tj. investitora i menadžera oko ideja koje se mogu razvijati s ograničenom količinom kapitala i koje se mogu relativno brzo razviti. Kapital za ovakve namjene u razvijenim zemljama zove se rizični kapital. Prvo dioničko društvo osnovali su 1602. nizozemski trgovci, bankari i industrijalci u Amsterdamu, pod nazivom Nizozemska istočnoindijska kompanija.  
Ovakvi mehanizmi za udruživanje ideja i sredstava postoje uglavnom samo u razvijenim zemljama, s razvijenim pravnim sustavom,  dok ostale koje nemaju ove mehanizme imaju status nerazvijenih. U takvim državama stvaratelji novih ideja vrlo teško i uz mnoge kompromise, gotovo slučajno, mogu naći potreban kapital za razvoj, pa moraju bježati u razvijene zemlje. Ova pojava zove se izvoz ili bijeg mozgova.
U zemljama koje nemaju razvojne mehanizme nije moguć razvoj novih proizvoda, osim ako slučajno ideju stvori netko tko je ujedno i bogat. Ovakve države mogu pratiti razvoj razvijenih tako da kradu njihove, već razvijene i zastarjele proizvode, te na taj način sudjeluju u širenju novih proizvoda. Sve brži razvoj novih proizvoda doveo je do toga da životni vijek novih proizvoda traje tek nekoliko godina, pa ostale zemlje nemaju više ni vremena da ih prekopiraju, što dovodi do sve većeg jaza između razvijenih i ostalih.
Efikasnost mehanizama za udruživanje ideja i sredstava najviše ovisi o broju stvaratelja ideja i o broju kapitalista, a također i o njihovoj sposobnosti, o vjerojatnosti njihovog povezivanja, te snazi pravne zaštite interesa sitnih dioničara. Obično su stvaratelji ideja manjinski dioničari, te ako ih pravni sustav ne štiti oni se ne mogu udruživati.
Stvaratelji ideja postoje svugdje. Obrazovanjem se može smanjiti broj loših, neostvarivih i zastarjelih ideja, a samim tim povećati broj dobrih ideja.
Vjerojatnost povezivanja stvaratelja ideja i kapitalista ovisi o gustoći naseljenosti, o razvijenosti sredstava komuniciranja, o broju mjesta na kojima se ovakve osobe mogu susresti, te o motiviranosti za susret. Što je ideja jednostavnija i što je na višem stupnju razvoja prema gotovom proizvodu to je veća i vjerojatnost pronalaska kapitala potrebnog za daljnji razvoj. U velikim gradovima postoji veći broj stvaratelja ideja, i veći broj kapitalista, na vrlo malom prostoru pa je vjerojatnost njihova susreta veća. Specijalizirani sajmovi novih ideja su mjesta gdje je vjerojatnost susreta stvaratelja novih ideja i kapitalista veća pod uvjetom da organizatori sajmova znaju privući veći broj potencijalnih investitora i stručnjaka na sajam. Suvremena sredstva komuniciranja omogućuju kapitalistima informiranje o idejama s većeg područja i lakšu usporedbu sve većeg broja različitih ideja.  Stvaranjem specijaliziranih kompjuterskih baza podataka za nove ideje, modele, patente, tehnička unapređenja, noviteta i novih proizvoda, stvaratelji novih ideja moći će svoje ideje ponuditi sve većem broju kapitalista, pa će i vjerojatnost realizacije ideja biti sve veća. 
Motiviranost za razvoj novih ideja bitan je faktor o kome ovisi efikasnost mehanizama za udruživanje ideja i kapitala. 
Motiviranost stvaratelja ideja zavisi o mogućnosti patentne zaštite, o troškovima zaštite, o mogućnosti pronalaska investitora i o nagradi u slučaju uspješnog realiziranja ideje.  Povjerenje u potencijalne suradnike značajno utječe na povezivanje stvaratelja ideja i vlasnika kapitala. Tamo gdje postoji običaj nepoštivanja dogovora i krađa ideja, strah od krađe prijeći mnoge stvaratelje da slobodno i potpuno iznesu sve osobine svojih dijela, čime smanjuju vjerojatnost da će netko shvatit vrijednost tih ideja i u njih uložit kapital. Strah od nepoštenja, kao bitan demotivirajući faktor udruživanja potrebno je svim mogućim pravnim i moralnim mjerama svesti na minimum. Stvaratelje ideja, kao uglavnom manjinske dioničare pravni sustav treba zaštititi jakim propisima za zaštitu interesa sitnih dioničara. 
Motiviranost kapitalista ovisi o troškovima razvoja, o kazni u slučaju neuspjeha i o nagradi u slučaju uspjeha. 
Privatni kapitalisti ulažu dio svojih sredstava, a ako razvoj ne uspje gube dio sredstava koji su uložili. Ako razvoj uspije oni se bogate, mogućnost ulaganja u druge nove ideje se povećava, a njihova moć, ugled i društveni utjecaj jača. 
Političar investitor, koji ima mogućnost ulagati državni novac u razvoj novih ideja, ulaže tuđi novac. Ako razvoj ne uspije on ne gubi svoj novac, a političku moć može sačuvati tako da izmisli neko demagoško opravdanje. Ako razvoj ideje uspije on od toga nema nikakve osobne koristi, a ni njegova politička moć neće porasti, jer selekcija političara ovisi o mehanizmima koji nemaju bitne veze s osobnim privrednim sposobnostima. Sposobne političare - privrednike najčešće nazivaju tehnokratima, i oni u političkim bitkama obično nemaju mnogo šansi u bici s prevladavajućim demagozima.
Državni direktori koji obavljaju funkciju kapitalista znaju da kod ulaganja u nove ideje postoji samo 10% vjerojatnost uspjeha.  U komunističkim državama direktor je mogao ulagati u nove ideje, ali je znao ako ideja ne uspije sindikati i političari će ga optužiti da je u suradnji s nekim ludim izumiteljem opljačkao poduzeće i podijelio novac. Ako pak ideja uspije i prototip pokaže dobre rezultate za to će doznati politički kontrolori pa će ga smijeniti kako bi sebe postavili na direktorsko mjesto i tako pobrali slavu. Zbog ovog problema s motivacijom primijenjene inovacije u komunističkim državama bile su izuzetno rijetka pojava i ovo je jedan od osnovnih razloga gospodarske propasti komunističkih državama. U državama s mješovitom privredom direktor državnog poduzeća ima isti motivacijski problem kao i direktor u komunizmu, ali on taj problem može riješiti tako da razvoj i proizvodnju nove ideje prebaci na nekog svog dobavljačas kojim može podijeliti zaradu, a da eventualni njegovi konkurenti na direktorsko mjesto ništa ne primijete dok sve ne postane gotovo.    
Generali investitori koji odlučuju o ulaganjima u nove borbene sustave, koriste tuđi kapital za razvoj novih ratnih sredstava. Provjeru novih oružja i oruđa moguće je vršiti na manevrima i ratovima, pa je u ratnim uvjetima provjera vrlo efikasna i napredovanje generala investitora moguće. U mirnodopskim uvjetima generali investitori su motivirani trošiti tuđa sredstva i uzimati mito, ali nisu stimulirani da ih troše uspješno, tj. selekcija prema sposobnosti u mirnodopsko vrijeme je vrlo neefikasna.
Monopoli su također kočnica razvoja prije svega zbog nedostatka motiviranosti. 
Direktori državnih monopola nemaju interes za razvoj novih ideja, a nemaju interes ni za sniženje troškova. Jedini interes im je zaposliti što više prijatelja na izmišljena radna mjesta. 
Privatni monopoli također nemaju interes za razvoj novih ideja, ali su zainteresirani za sniženje jediničnih troškova, te su privatni monopoli manje zlo od državnih monopola za razvoj novih ideja. 
U društvima gdje mehanizmi za udruživanje ideja i kapitala nisu pravno regulirani, razvoj neke ideje moguć je samo ako stvaratelj neke ideje uspije postati visoki političar ili general.
Osnovni uvjet za postojanje ovakvih mehanizama je postojanje pravne države.

#### Mehanizmi selekcije
Tržišni mehanizam selekcije je podsustav razvojnog mehanizma i čitavog privrednog sustava.  On vrši selekciju među investitorima prema sposobnostima.  Kao što sito odvaja pšenicu od pljeve, tako i ovaj mehanizam selekcije odvaja sposobne i poduzetne od ostalih. Sposobnost investitora ovisi o efikasnosti mehanizama za selekciju prema sposobnostima, a broj kapitalista ovisi o brojnosti stanovništva, te o visini i distribuciji nacionalnog bogatstva.
Elementi tržišnog mehanizma selekcije su: 
- 1. Slobodno formiranje cijena,
- 2.  Slobodna konkurencija,
- 3.  Slobodan, jednostavan i brz stečaj nesposobnih.

U svakoj društvenoj organizaciji i u svakom društvu postoje mehanizmi za selekciju o kojima ovisi tko će da napreduje na društvenoj ljestvici, a tko neće.

#### Povijesni razvoj mehanizama selekcije
U plemenskoj zajednici postojala je selekcija prema ratnim sposobnostima. Dobri, hrabri i sposobni ratnici imali su veći ugled, i njih su birali za poglavice.
U velikim imperijalnim robovlasničkim državama postojala je snažna vojna, politička i tržišna selekcija. Sposobni vojnici koji su se dokazali u ratovima i zarobljavali više robova, brže su napredovali u vojnoj, a i gospodarskoj hijerarhiji, osobito u vrijeme ratova.
Politička selekcija je postojala među malobrojnim osobama koje su rođenjem stekle mogućnost boriti se za neki položaj u državnoj hijerarhiji. Među ove političke nasljednike uspijevali su se, ponekad ubaciti uspješni vojskovođe i bogataši. 
Tržišni mehanizam selekcije prema sposobnostima nastao je paralelno s nastankom pravne države. Sposobni su postojali sve bogatiji, dok su nesposobni propadali, a ponekad zbog prezaduženosti postajali i robovi.
Pojavom kršćanstva ljudi su postali međusobno ravnopravniji, pa je povećana i baza iz koje je vršena selekcija prema sposobnostima. Ovime je i selekcija postala kvalitetnija.
U feudalnim zemljoradničkim državama također su postojali vojni, politički i tržišni mehanizmi selekcije. Djelovanje svih ovih mehanizama veliki vlasnici zemlje, feudalci, su nastojali ograničiti, tako da su vremenom selekciju sveli na mali broj prvorođenih nasljednika. U pravno uređenim pretežno zemljoradničkim društvima svi važniji položaji i u vojsci i u državi bili su uglavnom nasljedni. To je smanjilo bazu iz koje se vršila selekcija pa je i efikasnost ovih mehanizama bila minimalna. Sitna i krupna robna proizvodnja, koja je postojala u antičkom društvu, pretvorena je u naturalnu, ili sitnu zanatsku robnu proizvodnju kad su se velike imperijalne države pretvorile u sitna kraljevstva s jakim zemljoposjednicima, feudalcima bez obzira radio se o nasljednim vlasnicima zemlje ili upraviteljima imenovanim od kralja. Trgovina među pojedinim feudima bila je ograničena, pa je i tržišni mehanizam selekcije među vlasnicima feuda bio slab. Međutim, u slobodnim gradovima je, istovremeno, postojala snažna selekcija među obrtnicima, zanatlijama, trgovcima, konjušarima i lađarima, koji su držali najveću ekonomsku moć, a jedina protuteža u društvenom utjecaju su im bili vladari s jakom vojnom moći.  
Izumom višestruke koloture, te izgradnjom velikih jedrenjaka i otkrivanjem novih kontinenata međunarodna trgovina naglo je ojačala. Novostvoreni sloj prekomorskih trgovaca i brodara bio je izložen vrlo snažnoj tržišnoj selekciji, tako da su vrlo brzo najbogatiji postali novi trgovci spremni na rizik i sposobni da prepoznaju dobre, nove ideje. Zahvaljujući njihovoj spremnosti na rizik i ulaganju u nove ideje, došlo je do stvaranja novih tehnikai tehnologija, kao što je tkalački stan, tiskarski stroj, povećalo, dalekozor, orgulje, mjenica, dvojno knjigovodstvo, puška, top itd, što je dovelo do nastanka industrijske ere.  U novom industrijskom društvu svi su postali izloženi djelovanju tržišnog mehanizma selekcije, tako da su nesposobni nasljednici feudalnih dobara sve brže propadali, a glavne pozicije u društvu zauzeli su novi, na rizik spremni industrijalci, trgovci i bankari. Ove nagle socijalne promjene koje su nastale pod djelovanjem tržišnog mehanizma selekcije, zbog izostanka bilo kakve inteligentne regulacijske politike države, doveli su do socijalnih pobuna, kriza i ratova, a nacionalni kapital se podijelio na krupni kapital i njegove dobavljače, te na sitni kapital koji je sve više propadao.

## Kontekst u društvu
Privredni sustav može se smatrati dijelom društvenog sustava i hijerarhijski je jednak pravnom sustavu, političkom sustavu, kulturi, te je istovremeno i dio tih sustava, a i oni su dijelovi pravnog sustava. Tu je često snažna korelacija između ideologija, političkih sustava i pojedinih gospodarskih sustava. Mnogi ekonomski sustavi međusobno se preklapaju u različitim područjima, te se može reći da uključuje elemente iz različitih sustava.  